# 国王一座
国王一座（こくおういちざ、The King's Men）は、ウィリアム・シェイクスピアが座付き劇作家として長らく在籍していたことで知られるイギリスの劇団である。女王エリザベス1世の治世（1558年 - 1603年）においては「宮内大臣一座（Lord Chamberlain's Men）」の名で活動していたが、1603年に新国王ジェームズ1世が即位して劇団のパトロンとなったのをきっかけに国王一座と改称した。
1603年5月19日に交付された国王一座の設立勅許状では、「ローレンス・フレッチャー (Lawrence Fletcher) 、ウィリアム・シェイクスピア、リチャード・バーベッジ、オーガスティン・フィリップス (Augustine Phillips) 、ジョン・ヘミングス (John Heminges) 、 ヘンリー・コンデル (Henry Condell) 、 ウィリアム・スライ (William Sly) 、 ロバート・アーミン (Robert Armin) 、リチャード・カウリー (Richard Cowley) 、その他の同僚たち」といった順番に俳優たちの名が列記されている。名をあげられた9人は宮内官待遇となっており、1604年3月15日には、国王戴冠式用の正装を仕立てるために4ヤード半の赤布が9人全員に供与されている。

## 1603年 - 1610年

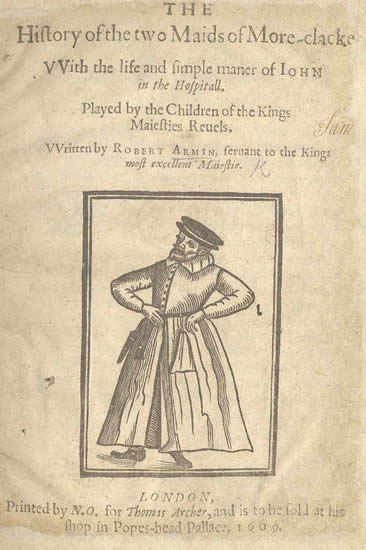
自著 "The History of the two Maids of More-Clacke" （1609年）のタイトル・ページに描かれたロバート・アーミン。

国王一座は最初の冬季となる1603年12月から1604年2月（一般の公設劇場は屋根のない屋外劇場だったため雨天や真冬には上演できず、公演はもっぱら夏季に行なわれ、冬季は宮廷など屋内劇場での公演が中心だった）に8回の宮廷公演を行なっている。2度目の冬季（1604年11月から1605年2月）には11回の宮廷公演があり、シェイクスピアの戯曲7作（『ヴェニスの商人』は2回上演された）やベン・ジョンソンの戯曲2作などが上演された。これはエリザベス女王時代に比べて2倍近い公演回数である。そのため国王一座は新たな人手が必要となり、1604年には株主の人数も8人ないし9人から11人に増えている（当時の劇団においては俳優や座付き作家が同時に株主を兼ねる場合が多かった）。新しい株主の中には、ジョン・ローウィンやアレクサンダー・クックといった顔触れがあった。新しいメンバーの1人サミュエル・クロスはまもなく早世したため、代わりにニコラス・トゥーリイが参加した。
1605年にはオーガスティン・フィリップスの死という事件があった。フィリップスは遺言書においてシェイクスピアやバーベッジ、その他8人の同僚と2人の見習いに財産を遺贈し、使用人にも5ポンドを遺している（フィリップスはかつての使用人でのちに俳優として大成したクリストファー・ビーストンにも遺産を譲与しているが、ビーストンが国王一座の見習いでもあったことはほぼ確実と見られている）。
1605年から1606年にかけての冬季には10回の宮廷公演があったが、1606年にはデンマーク国王クリスチャン4世の公式訪問があったため、珍しく夏季にも3回の宮廷公演が実施されている。こうした宮廷公演1回につき、支払われる報酬は10ポンドであった。この年の夏季は巡業公演も行ない、7月にはオックスフォードに滞在していたことが明らかとなっている。1606年 - 1607年の冬季宮廷公演は9回行なわれているが、このうち12月26日の公演では『リア王』が演目として取り上げられている（シェイクスピア生前の上演記録としては唯一のものである）。次の1607年 - 1608年冬季には13回もの宮廷公演が行なわれた。
1609年7月から12月のあいだは、ペストの流行によりロンドンの劇場が閉鎖されている。この間、国王一座は地方へ巡業に出ており、10月下旬にはコヴェントリーに滞在していた記録がある。この年の8月、バーベッジ家の所有となっていたブラックフライヤーズ座（ジェームズ・バーベッジが購入し、その息子で国王一座の主力俳優でもあったリチャードが受け継いだ）の株式が分担所有されることとなり、国王一座のメンバー5人（シェイクスピア、リチャード・バーベッジ、ヘミングス、コンデル、スライ）とその他2人（リチャード・バーベッジの兄カスバート、劇場支配人ヘンリー・エヴァンズの代理人トマス・エヴァンズ）で7等分された。スライがその後まもなく死去したため、その所有株は他の6人で分けられることとなった。
こうしてブラックフライヤーズ座は事実上国王一座の所有となり、グローブ座と並ぶ国王一座の活動拠点となった。これは国王一座にとって非常に大きな意味をもっていた。野外劇場であったグローブ座と異なり、屋内劇場であったブラックフライヤーズ座では天候に関わりなく上演できたためである。ブラックフライヤーズ座はステージを含めて20メートル×14メートルの大きさであったと考えられている。屋内劇場の短所は、当時の建築技術上の制限から野外劇場ほど大きなものを造れないことで、グローブ座の最大収容員数が2500 - 3000人であったのに対して、ブラックフライヤーズ座は数百人が限度であった。それでもブラックフライヤーズ座の入場料はグローブ座の5 - 6倍ほども高価なものだった。グローブ座の入場料は1ペニーないし6ペンスであったが、ブラックフライヤーズ座は6ペンスないし2シリング6ペンスであり（1シリングは12ペンス）、前者の最高級席が後者の最も安い席と同じ額なのである。したがってグローブ座に加えてブラックフライヤーズ座での上演を行なうようになってから、国王一座の収入は公設劇場からだけでも2倍以上に増えているのである（さらに宮廷公演も増えていたことは上述の通りである）。
後述するように1613年にはグローブ座焼失という災難が起きているが、萱葺き屋根をタイル張りに替えて再建するのに要した莫大な費用をまかなうことができたのも、こうして着実に収入を増やしていたことが幸いしている。本拠地となる劇場を2館もっていたために台本や衣装などのすべてを失わずにすんだことも大きく、1621年12月にやはり火災で活動拠点のフォーチュン座を失った海軍大臣一座がその後衰微していったこととは対照的である。
1609年には、再びペストが流行したため巡業に出ている。この年に9本の戯曲が宮廷で上演された。国王による庇護はこうした困難のともなう時期には大きな助けとなった。1603年、1608年、1609年、1610年にそれぞれペストのために公演ができなくなった国王一座へ宮廷からの特別手当が支給されている。
1610年は平穏な年で、グローブ座では『オセロー』やジョンソンの『セジェイナス』 ("Sejanus") その他の作品が上演された。このころ国王一座に増員があり、チャペル・ロイヤル少年劇団出身のベテラン俳優ジョン・アンダーウッドとウィリアム・オスラーが参加することとなった。

## 1611年 - 1616年
1611年、ジョンソンの『カテリーナ』 ("Catiline his Conspiracy") が上演された。アーミンの代役をリチャード・ロビンソンが務めたほかは、前年の『セジェイナス』と同じキャストであった。ジョン・ヘミングスは1613年には発声に難が出てきたと伝えられていることもあり、これがヘミングスにとって最後の舞台出演であったと考えられている。ヘミングスは1595年以来この劇団の宮廷公演での報酬を受け取ってきた古株だが、舞台を去った後になっても経営者として劇団の財政面で活躍し、終生国王一座を離れることはなかった。
1611年10月から1612年4月にかけて、国王一座は『冬物語』や『テンペスト』を含む22本の作品を上演した。『第二の乙女の悲劇』を上演したのもこの時期である。ロバート・ゴフがMemphonius、リチャード・ロビンソンがLadyの役をそれぞれ演じたことがこの戯曲の原稿に記されている。
1612年の1月12日と1月13日、いずれもトマス・ヘイウッドの手になるアン女王一座の2本の戯曲『銀の時代』と『ルークリース陵辱』を上演するため、国王一座はアン女王一座に合流している。このときのキャスト一覧は現存していないが、当時の両劇団に所属していた俳優の顔ぶれから、10年ほど前に宮内大臣一座を脱退してアン女王一座へ移籍していたクリストファー・ビーストンとかつての同僚の久々の競演であったことが推察される。
1612年 - 1613年の冬季には、ジェームズ国王の娘エリザベス王女とプファルツ選帝侯フリードリヒ5世の婚礼を祝う壮大な祝宴が宮廷で催された。国王一座はシェイクスピア作品7本（『空騒ぎ』は2回）、ジョンソン作品1本、ボーモント&フレッチャー作品4本を含めて20回もの公演を行なっている。これらの作品の人気と国王一座のレパートリーに占める重要性を反映した結果といえる。シェイクスピアとフレッチャーの合作といわれる謎の作品『カルデーニオ』もこのときに上演された。なお1613年6月8日、サヴォイア公国大使が来訪したさいにも『カルデーニオ』の宮廷公演が行なわれている。
1647年と1679年に刊行されたボーモント&フレッチャーの二折判著作集 (Beaumont and Fletcher folios) には1613年ごろに国王一座で上演された彼らの作品（フレッチャー作 "Bonduca" 、 "Valentinian" 、ボーモント&フレッチャー作 "The Captain" の出演者一覧が部分的ながら掲載されている。
|                                               | Captain | Bonduca | Valentinian |
| リチャード・バーベッジ (Richard Burbage)      | ○       | ○       | ○           |
| ヘンリー・コンデル (Henry Condell)            | ○       | ○       | ○           |
| ウィリアム・オスラー (William Ostler)         | ○       | ○       | ○           |
| ジョン・ローウィン (John Lowin)               | -       | ○       | ○           |
| アレクサンダー・クック (Alexander Cooke)      | ○       | -       | -           |
| ジョン・アンダーウッド (John Underwood)       | -       | ○       | ○           |
| ニコラス・トゥーリイ (Nicholas Tooley)        | -       | ○       | -           |
| ウィリアム・エクルストン (William Ecclestone) | -       | ○       | -           |
| リチャード・ロビンソン (Richard Robinson)     | -       | ○       | -           |

1613年6月29日、シェイクスピアとフレッチャーの合作『ヘンリー八世』の上演中、第3幕第4場で派手な演出として祝砲を鳴らしたところ、飛び散った火薬が萱葺き屋根に引火してグローブ座が全焼するという事件がおきた。1400ポンドの費用でグローブ座は再建され、屋根はタイル張りに替えられた。1613年 - 1614年の冬季、国王一座は16回の宮廷公演を行なった。
1614年にはアレキサンダー・クックとウィリアム・オスラーの2人が相次いで死去した。劇団共同株主の座はウィリアム・エクルストンとロバート・ベンフィールドが取って代わったと推定されている。オスラーはジョン・ウェブスター作『マルフィ公爵夫人』に出演してまもなかったことから不慮の死であったらしいが、遺言書を残さなかったために問題が引き起こされた。オスラーの所有していた劇場の株式は義理の父にあたるジョン・ヘミングスの手に渡ったのだが、これに対して未亡人トマシーン・ヘミングス・オスラーが1615年に父を相手取って訴訟を起こしたのである（勝ち目のないものであることは明らかであったが）。
1614年 - 1615年の冬季宮廷公演は前年度の半分の8回に減ったが、翌1615年 - 1616年の冬季には再び14回に盛り返している。
1616年4月23日、国王一座の主力脚本家であるばかりでなく当代随一の劇作家シェイクスピアが死去した。劇団の中心的な座付き作家の役割を受け継いだのはジョン・フレッチャーや長年にわたりフレッチャーと共同執筆を行なった合作者たち、また1630年代になってからいっそう知名度を増すこととなるフィリップ・マシンジャーである。1616年にはネイサン・フィールドが国王一座に参加した。フィールドはこのころすでに俳優として知名度も高く、国王一座への在籍期間は非常に短かったが、劇団のために戯曲の執筆も行なった。

## 1617年 - 1623年

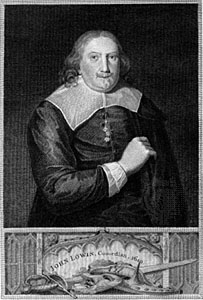
国王一座の主力俳優の1人ジョン・ローウィン。

ネイサン・フィールドによる国王一座への貢献としては、戯曲『マルタ島の騎士』 ("The Knight of Malta") をボーモント&フレッチャーと共作したことなどがあげられる。ボーモント&フレッチャーの最初の二折判著作集（1647年）には、この作品が国王一座によって初演されたさいの主要なキャスト一覧が記載されており、バーベッジやフィールド自身のほか、ジョン・アンダーウッド、リチャード・シャープ、ヘンリー・コンデル、ロバート・ベンフィールド、ジョン・ローウィン、トマス・ホルコムらの名前が見られる（シャープとホルコムは劇団の少年俳優である）。この初演の日付は不明だが、フィールドが加入した1616年からバーベッジが死去する1619年のあいだであることは確かである。フィールドはこの時期、ジョージ・チャップマン作 "Bussy D'Ambois" でも主演している。この作品は長らく国王一座のレパートリーとなり、フィールドの後はテイラーが主演を務めた。
1619年はこの劇団の歴史上重要な年である。国王一座の拠点となっていたブラックフライヤーズ座の建っていた高級住宅地ブラックフライヤーズの近隣住民は、自分たちの住居の近くに劇場が存在することを快く思っていなかった。その多くが裕福で政治的・社会的に影響力の大きかったこの住民たちが、観客たちの雑踏によって彼らが教会へ通うのが妨げられているとして、劇場の引き起こす交通問題に対して不平の声を高めたのである（この結果すべての劇団が四旬節のあいだだけ一切の活動を停止するよう要求されたが、この条件はまったく軽んじられ、無視しても罰を受けることはほとんどなかった）。こうした地元の不満の声を退けるため、国王一座は1619年3月27日付で新しい勅許を取得した。この勅許状において、当時の共同株主12名の名があげられている。バーベッジ、ローウィン、ヘミングス、コンデルといった古参に加え、ウィリアム・エクルストン、ロバート・ゴフ、リチャード・ロビンソン、ニコラス・トゥーリイ、ジョン・アンダーウッドらの中堅、ネイサン・フィールド、ロバート・ベンフィールド、ジョン・シャンクといった新参がその顔ぶれである。
ジョン・シャンクはダンスとドタバタ喜劇を得意とし、その後国王一座の主要な道化役者となった。シャンクは国王一座へ参加する前から、ペンブルック伯一座や女王一座などいくつかの劇団で数十年にわたる経験をつんだベテラン俳優である。1610年から1613年までは海軍大臣一座にも在籍していた。シャンクは1615年に看板俳優ロバート・アーミンが死去したあとにはその地位を受け継いだと考えられる。またトマス・ホルコムやジョン・トンプソン、トマス・ポラード、ジョン・ハニーマンといった見習いの指導役にもあたった。ロバート・ゴフは、1591年に『七つの大罪』 ("The Seven Deadly Sins") に少年俳優として出演したころからおそらく国王一座（当時は宮内大臣一座）の俳優たちと関わりをもっていた。ゴフは1603年にトマス・ポープから遺言書によって遺産を受け取っているほか、1605年にはオーガスティン・フィリップスの遺言書にも署名しており、おそらくその妹と結婚したと推定されている。ゴフは俳優として名を上げることはなく、どのような役を演じたかについての記録はほとんど残っていない。
1619年3月13日、名優リチャード・バーベッジが死去した。同年の4月ないし5月に、バーベッジの抜けた穴を埋めるためチャールズ王子一座からジョーゼフ・テイラーが移籍し、シェイクスピアが創作しバーベッジが主演してきたハムレットやその他の重要な役を演じることとなった。1619年5月、宮内大臣であった第3代ペンブルック伯ウィリアム・ハーバートは同僚に宛てた書簡の中で、他の人々は観劇に行っているが、自分は「情にもろいので、長く贔屓にしてきたバーベッジがいなくなって間もないのに、芝居を見に行く気にはとてもなれない」と書いている。

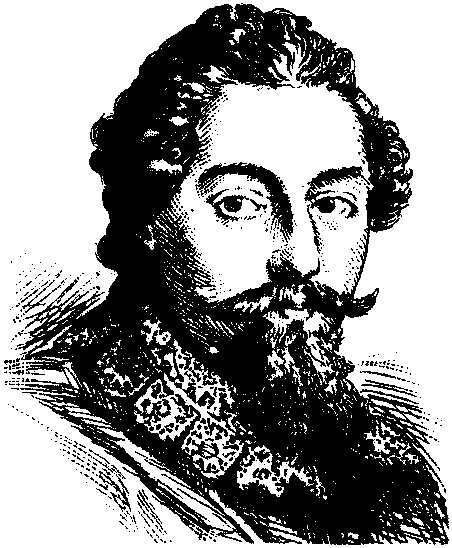
ジョン・フレッチャーとの合作で多くの優れた作品を書いた劇作家フランシス・ボーモント。

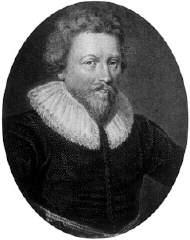
シェイクスピア亡きあと国王一座の主力劇作家の地位を継いだジョン・フレッチャー。

1619年8月、国王一座は政治的なテーマを扱っているため論議の的となったフレッチャーとマシンジャーの共作 "Sir John van Olden Barnavelt" の初演を行なった。またフレッチャーの "The Humorous Lieutenant" を上演したのも、バーベッジを失った直後のこの時期である。ボーモント&フレッチャーの二折判著作集（1647年）記載の出演者一覧では、コンデル、ローウィン、シャープ、ベンフィールド、テイラー、エクルストン、アンダーウッド、ポラードの名が見られる。テイラーとコンデルの名がともにあげられている出演者一覧はこれ以外に現存していない。この後まもなく、コンデルは舞台を去ったと考えられている。
翌1620年、国王一座はさらなる打撃に見舞われた。ネイサン・フィールドが33歳の若さで没したのである。フィールドに代わる株主はジョン・ライスが引き受けたが、この人物は劇団の歴史の中においても詳細の明らかでない人物である。ライスは以前から少年俳優として活動しており、1607年から1610年のあいだはヘミングスのもとで見習い修行をしていた。1611年にエリザベス姫一座が旗揚げをしたさいには、創設メンバーの1人となっている。1619年には国王一座へ復帰し、 "Sir John van Olden Barnavelt" などに出演しているが、1625年ないし1626年には舞台を退き、教会に新たな職を見出している。ヘミングスは1630年に作成した遺言書において、ライスをサザックの教区の聖職者と呼んでおり、管財人に指名している。
フレッチャーと合作者たち、とりわけマシンジャーとの合作が1619年から1622年の国王一座のレパートリーの大部分を占めている。フレッチャーの単独作 "Women Pleased" やフレッチャーとマシンジャーの合作 "The Custom of the Country" 、 "The Little French Lawyer" などがこの時期に国王一座によって上演されている。ボーモント&フレッチャー著作集の出演者一覧では、これら3作とも同じ俳優の名（テイラー、ローウィン、アンダーウッド、ベンフィールド、トゥーリイ、エクルストン、少年俳優のリチャード・シャープとトマス・ホルコム）が連ねられている。
1621年ごろ、国王一座はジョン・ウェブスター作『マルフィ公爵夫人』を再演した。この戯曲は2年後の1623年にはじめて出版されたが、この本には国王一座による1614年の初演時と1621年の再演時の出演者一覧が両方とも収録されている（再演は1619年のバーベッジの死と1623年のトゥーリイの死のあいだのことである）。これらを比較することにより、国王一座の変化した面と安定していた面とが同時に見て取れる。
|              | 1614年                                | 1621年                                     |
| ------------ | ------------------------------------- | ------------------------------------------ |
| Ferdinand    | リチャード・バーベッジ                | ジョーゼフ・テイラー (Joseph Taylor)       |
| Bosola       | ジョン・ローウィン                    | 同左                                       |
| Cardinal     | ヘンリー・コンデル                    | リチャード・ロビンソン                     |
| Antonio      | ウィリアム・オスラー                  | ロバート・ベンフィールド (Robert Benfield) |
| Delio        | ジョン・アンダーウッド                | 同左                                       |
| Forobosco    | ニコラス・トゥーリイ                  | 同左                                       |
| Pescara      | ジョン・ライス (John Rice)            | 同左                                       |
| Silvio       | トマス・ポラード (Thomas Pollard)     | 同左                                       |
| Duchess      | リチャード・シャープ (Richard Sharpe) | 同左                                       |
| Mistress     | ジョン・トンプソン (John Thompson)    | 同左                                       |
| Cariola      | ロバート・パラント (Robert Pallant)   | 同左                                       |
| Doctor, etc. | ロバート・パラント                    | 同左                                       |

両公演において、トゥーリイとアンダーウッドは狂人の役も兼ねている。常任のメンバーや株主に加え、4人の雇われ俳優と少年俳優が出演している。パラント、ポラード、シャープ、トンプソンがその4人だが、パラントが3役以上を演じていることを含め、1人2役がしばしば行なわれていたことが注目に値する。ジョン・トンプソンは1620年代を通じて女性の役を演じ続けた。この時代に国王一座と共演したもう1人の少年俳優にリチャード・バーチがいる。バーチは1616年から1619年にかけてジョンソンの『ヴォルポーネ』や『錬金術師』において女性の役を演じた。
フレッチャーとマシンジャーの合作 "The Sea Voyage" は、1622年6月22日に宮廷祝典局長の検閲を経て上演許可が下りている。ボーモント&フレッチャー著作集（1647年）に抜粋されている出演者一覧には、ジョーゼフ・テイラーやウィリアム・エクルストン、ニコラス・トゥーリイ、ジョン・ローウィン、ジョン・アンダーウッドらの名が並んでいる。1622年12月26日（聖スティーヴンの日、ボクシング・デーとも）、国王一座はフレッチャーとマシンジャーによるもう一つの共作 "The Spanish Curate" を宮廷で上演した。前掲書の一覧では、テイラー、ローウィン、トゥーリイ、エクルストン、トマス・ポラード、ロバート・ベンフィールドらが列記されている。喜劇役者のトマス・ポラードは雇われ俳優であって劇団の共同株主ではなく、明らかにジョン・シャンクの見習いであったことから、国王一座に参加したのが1615年以降のことであったことが分かる。

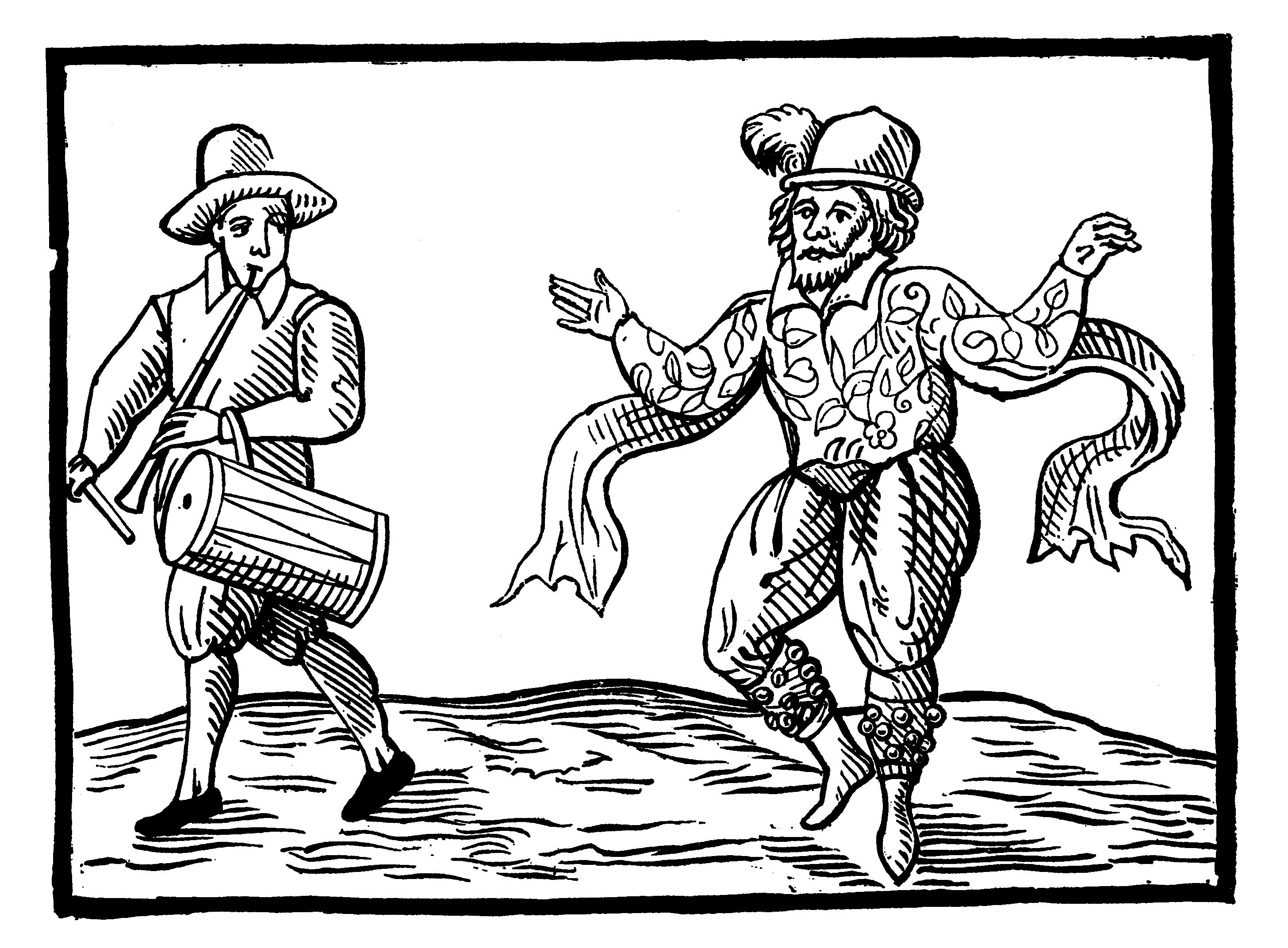
国王一座に参加する以前から喜劇俳優として海外でも名高かったウィリアム・ケンプ（右）も、シェイクスピアの作品を演じた主な俳優としてファースト・フォリオに名が記されている。

1623年は、ヘミングスとコンデルによって最初のシェイクスピア全集（戯曲選集）であるファースト・フォリオが編纂・上梓された年である。このファースト・フォリオの冒頭には、シェイクスピアの戯曲を演じた26人の「主要な俳優」の一覧が掲載されており、過去30年間にわたる宮内大臣一座/国王一座の主立ったメンバーの綜合的な名簿を知ることができる。1603年の最初の勅許に名をあげられていた8人（シェイクスピア、バーベッジ、ヘミングス、コンデル、フィリップス、カウリー、スライ、アーミン）に加え、ウィリアム・ケンプ、トマス・ポープ、ジョージ・ブライアン、ジョン・ローウィン、サミュエル・クロス、アレクサンダー・クック、サミュエル・ギルバーン、ウィリアム・オスラー、ネイサン・・フィールド、ジョン・アンダーウッド、ニコラス・トゥーリイ、ウィリアム・エクルストン、ジョーゼフ・テイラー、ロバート・ベンフィールド、ロバート・ゴフ、リチャード・ロビンソン、ジョン・シャンク、ジョン・ライスがそのすべてである。早世したサミュエル・クロスと同様、サミュエル・ギルバーンの生涯も謎に包まれており、詳細はほとんど知られていない。ギルバーンはオーガスティン・フィリップスの見習いであり、フィリップスが1605年に作成した遺言書では大きな遺産を配分されていた。また「主要な俳優」に含まれていることからも、国王一座の株主の1人であったことはほぼ間違いない。フィリップスの死後に劇団で跡を継いだのもギルバーンであった可能性があるが、いずれにせよその数年後にはギルバーンも死去している。
1623年のいつしか、ベテランの道化役者ウィリアム・ローリイが国王一座に加入して舞台生活の最後の2年を同劇団で過ごすこととなり、翌年に上演された "A Game at Chess" では太った主教の役を演じている。アン女王一座とその拠点の劇場レッド・ブル座で主演俳優であったリチャード・パーキンスも1623年の終わりごろに国王一座へ参加している。

## 1624年 - 1642年
1624年、エリアード・スワンストンがエリザベス姫一座を脱退して国王一座に加入した。それまでにエリザベス姫一座から国王一座へ移籍したベテラン俳優には、ネイサン・フィールドやジョン・ライス、ジョーゼフ・テイラー（チャールズ王子一座を経てからの移籍）などがいる。スワンストンは国王一座在籍期間中（少なくとも1642年まで）オセローの役を演じていたという記録が残っている。

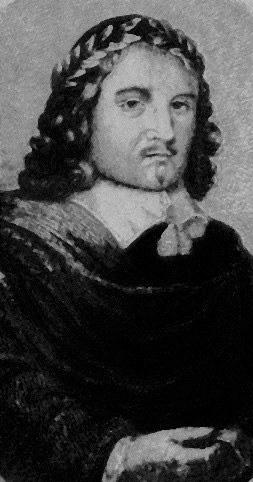
国王一座で上演した "A Game at Chess" をめぐる筆禍事件をきっかけに筆を折った劇作家トマス・ミドルトン。

また1624年には、ロバート・ゴフの死やトマス・ミドルトン作の政治的な諷刺劇 "A Game at Chess" の上演といった出来事があった。ある劇団が1つの戯曲を2日続けて上演することのほとんどなかった当時としては、 "A Game at Chess" の公演は同年8月6日から16日までの日曜日を除く連続9日間という先例のないものであった。興行的には成功を収めたが、内容が過激だったために劇団関係者が枢密院から起訴・投獄され、罰金を課されるという事態にたちいたった。
1625年、国王一座は大きな不安の種を抱くこととなった。この年の3月27日に劇団のパトロンである国王ジェームズ1世が死去したのである。新国王チャールズ1世にはすでにお抱えの劇団チャールズ王子一座があったため、強力な後ろ盾をなくすのではないか、そもそも「国王一座」という名称を今後も使用できるのかと懸念せざるをえない事態である。しかし彼らの懸念をよそに、チャールズ1世は国王一座への後援を惜しまない旨をすぐに表明した。国王一座がすでに確立していた「国内最高の劇団」という名声の賜物である。チャールズ1世の即位ののち、チャールズ王子一座は解散して3人の俳優トマス・ホッブス、ウィリアム・ペン、アンソニー・スミスが国王一座に合流した。このように国王一座の高い声望に惹かれて他劇団から主力俳優が移籍してくることが多くなり、このころのロンドンの劇壇は事実上国王一座の一人勝ちのような状態となっていた。リチャード・パーキンスのように、新しい劇団ヘンリエッタ王妃一座の旗上げ（1625年）にさいして主演俳優となるため国王一座を離れる者もいた。
国王一座は1626年後半にマシンジャー作 "The Roman Actor" の初演を行なった。このときの出演者の1人に、新人の少年俳優ジョン・ハニーマン（当時13歳）がいる。その後3年にわたり、ハニーマンはロドウィック・カーレル作 "The Deserving Favorite" のクラリンダ役や、マシンジャー作 "The Picture" （いずれも1629年）のソフィア役など、数多くの女性役を演じた。しかし17歳になった1630年以降、ハニーマンはジョン・クラヴェル作 "The Soddered Citizen" のスライ役を皮切りに大人役へと転向し、その後女性役を演じることはなかった。1626年から1632年のあいだ国王一座で女性の役を引き受けていたもう1人の少年俳優にウィリアム・トリッグがいるが、その後の活動は知られていない。
1627年12月には最古参の1人ヘンリー・コンデルも鬼籍に入った。コンデルの死後、国王一座の所有する劇場ブラックフライヤーズ座とグローブ座の株式は遺族が相続することとなった。
1630年、以前から問題となっていたブラックフライヤーズ座と近隣住民の対立が再燃した。1631年にブラックフライヤーズ座の資産買収を検討する委員会が発足して、劇場の貸借期限が切れるまでの14年にわたる国王一座の不動産投資額を2,900ポンド13シリング4ペンスと評価した。しかしこの金額は劇場使用料とその利子を合計したものにすぎない。これに対して国王一座は自ら資産の明細を作成し、全体では委員会による評価額の7倍になる21,900ポンドになると反論し、劇場の不動産買収の動きを退けた。
1630年、ついにコンデルと並ぶ劇団の中心人物ジョン・ヘミングスまでもが死去。グローブ座とブラックフライヤーズ座の株式は息子のウィリアム・ヘミングスが相続した。5年後にウィリアム・ヘミングスは自分の株式を処分するが、これが劇団内に波紋を引き起こすこととなる。
新人の少年俳優スティーヴン・ハマートンが国王一座に参加した1632年は、リチャード・シャープが没した年でもある。もともと少年俳優であったシャープは『マルフィ公爵夫人』の初演と再演の両方に公爵夫人役で出演したのち、若い男性役に転じて主演俳優の座を務めているが、ハマートンもその後10年で同様の道を進むこととなる。
1633年には国王一座と宮廷祝典局長ウィリアム・ハーバートとのあいだで戯曲の内容をめぐったトラブルが起きている。フレッチャー作『じゃじゃ馬馴らしが馴らされて』（ "The Woman's Prize" 、副題 "The Tamer tamed" 。シェイクスピア作『じゃじゃ馬ならし』の続編）が、「下品で侮蔑的な」内容であるとしてハーバートによって上演が禁止されたのである。国王一座は急遽演目をボーモント&フレッチャー作 "The Scornful Lady" に変更することとなった。10月21日、ハーバートは国王一座の演出家エドワード・ナイトに宛てて『じゃじゃ馬馴らしが馴らされて』の「冒涜的で下品な言葉」について記している。10月24日、ジョン・ローウィンとエリアード・スワンストンはハーバートに正式に謝罪した（ジョーゼフ・テイラーとロバート・ベンフィールドもこの会議に出席していたことが記録されているが、この二人はローウィンやスワンストンと異なり当該作品に出演していなかったため罪に問われず、謝罪をする必要はなかった）。この事件の後、国王一座は自分たちの旧作についても、再演に備えて台本をハーバートに提出して再検査を受けることにした。こうした措置自体も前例のないことであったが、要はハーバートにそれまで以上の謝礼を支払うようにしたということである。翌月フレッチャーの台本は適宜修正され、国王一座は11月26日と11月28日にセント・ジェームズ宮殿において『じゃじゃ馬ならし』と『じゃじゃ馬馴らしが馴らされて』の連続公演を国王夫妻の面前で行なった。ハーバート曰く、シェイクスピアの作品は「好評だった」が、フレッチャーの作品は「非常に好評であった」。

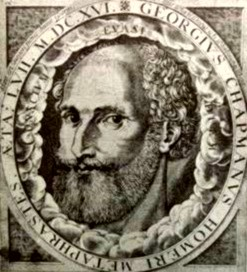
劇作家としてだけでなく詩人としても優れた才を発揮し、シェイクスピア『ソネット集』に登場するライバル詩人とも目されるジョージ・チャップマン。ホメロス『イリアス』『オデュッセイア』の英訳者としても知られる。

1634年4月7日、国王一座はジョージ・チャップマン作 "Bussy D'Ambois" の宮廷公演を行なった。エリアード・スワンストンが主演であったと伝えられている。このころの看板俳優はジョーゼフ・テイラーであったが、テイラーはすでに白いものが頭に混じりはじめており、主人公の若い情熱家を演じるのには不向きだったためである。この作品は1638年3月27日にも宮廷で再演された。
1635年、ウィリアム・ヘミングスは1630年に死去した父から相続した劇場の株式を売却することに決め、ブラックフライヤーズ座の2株とグローブ座の3株を（おそらく内密で）ジョン・シャンクに譲渡している。これを受けて、国王一座の俳優エリアード・スワンストン、トマス・ポラード、ロバート・ベンフィールドの3人が、宮内大臣である第4代ペンブローク伯フィリップ・ハーバートに対して、この株式を購入する機会を自分に与えてほしいと願い出た。この問題に関する事情を明らかにする資料として、これら3人の請願者やブラックフライヤーズ座の経営者カスバート・バーベッジ、ジョン・シャンクらのあいだで交わされた書簡が現存している。3人の請願者たちが劇団の株式（劇場の株式とは別である）の配当によってそれぞれ180ポンドの収入を前年に得ているというシャンクの証言など、1635年ごろの国王一座の経済事情を伝える情報がこれらの書簡から見て取れる。
3人が請願をはじめた時点でのブラックフライヤーズ座の株式（合計8株）配分は以下の通りである。シャンクが2株、テイラー、ローウィン、アンダーウッド、カスバート・バーベッジ、コンデル夫人、ウィニフレッド・ロビンソン（リチャード・バーベッジの未亡人で、リチャード・ロビンソンと再婚していた）の6人がそれぞれ1株ずつ。またグローブ座の16株は、カスバート・バーベッジとロビンソン夫人がそれぞれ3株半、シャンクが3株、テイラー、ローウィン、コンデル夫人が各2株を所有していた。ペンブローク伯ハーバートは、バーベッジとシャンクの抵抗を退け、問題の株式を請願者3人に売却するよう以前からの株主たちに命じた。
1636年、国王一座はチャールズ1世の巡幸に同行した。庇護者の旅の慰めとなるためだが、1636年から1637年にかけてロンドンで流行したペストとそれにともなう劇場の一時閉鎖期間をしのぐためという理由も加わっていた。この年、喜劇役者ジョン・シャンクが没している。
1630年代後半から国王一座は、ウィリアム・カートライト作 "The Royal Slave" （1636年）やジョン・サックリング作 "Aglaura" （1638年）のような、王妃ヘンリエッタ・マリア・オブ・フランスお気に入りの廷臣たちによって書かれた作品も取り上げて上演するようになった。貴族の作品だけあって豪奢な衣裳が用意されたが、これらは報酬として劇団に払い下げられた。この時期から国王一座のレパートリーは貧弱になってゆく。新作が上演される機会は減ってゆき、ときおり舞台に載せられる新作はおおむね貴族たちが手慰みに書いたものばかりで、重要なのは作品の出来よりもそれを演じて助成金を得ることであった。

## 終焉：1642年以降
1642年9月2日、清教徒革命とこれに誘発されたイングランド内戦が勃発してまもないころ、ロンドン市内の統治権を掌握した議会内の清教徒は、すべての劇場に対して閉鎖命令を出した。これによって、ひそかに活動をつづける者は少数ながら残っていたが、事実上ロンドン市内での公的な上演活動は禁止された（詳細はイギリス・ルネサンス演劇を参照）。1646年3月24日に、まだ残存していた国王一座は過去（劇場閉鎖命令以来）3年半分の未払い金を支払うよう政府に要求しているが、この間どのような活動をしていたのかは明らかでない。1647年ごろには当局の許可を得ない違法の上演活動が一般的になっていたが、これに関しても詳細は不明の点が多い。1647年にはボーモント&フレッチャーの二折判著作集が刊行され、10人の俳優が国王一座の名義で献辞に署名している。ロバート・ベンフィールド、テオフィルス・バード、ヒュー・クラーク、スティーヴン・ハマートン、ジョン・ローウィン、トマス・ポラード、リチャード・ロビンソン、ジョーゼフ・テイラー、エリアード・スワンストン、ウィリアム・アレンがその10人であるが、このうち最初の7人（いずれも1642年以前からのメンバー）は、1648年1月28日付の契約書にも株主として署名しており、国王一座がこの時点で復活していたか、少なくとも復活する予定であったことが分かる。しかし同年7月には、支払いができなかったために国王一座の復興は失敗に終わっている。
1648年から1649年にかけての冬、国王一座のベテランよりは若い俳優を中心にして、再度劇団を建て直そうとの試みがなされた。この動きに参加した16人の中には、1642年以前から少年俳優として国王一座に参加していたウォルター・クランやチャールズ・ハートらがいる。この2人に新しいメンバー8人が加わって、出資者となる室内装飾業者ウォルター・コンウェイとのあいだで1648年12月27日に契約書が作成された。しかし1649年初頭にロンドン当局の徹底的な弾圧に遭い、ここに国王一座再建の夢は完全に絶たれた。

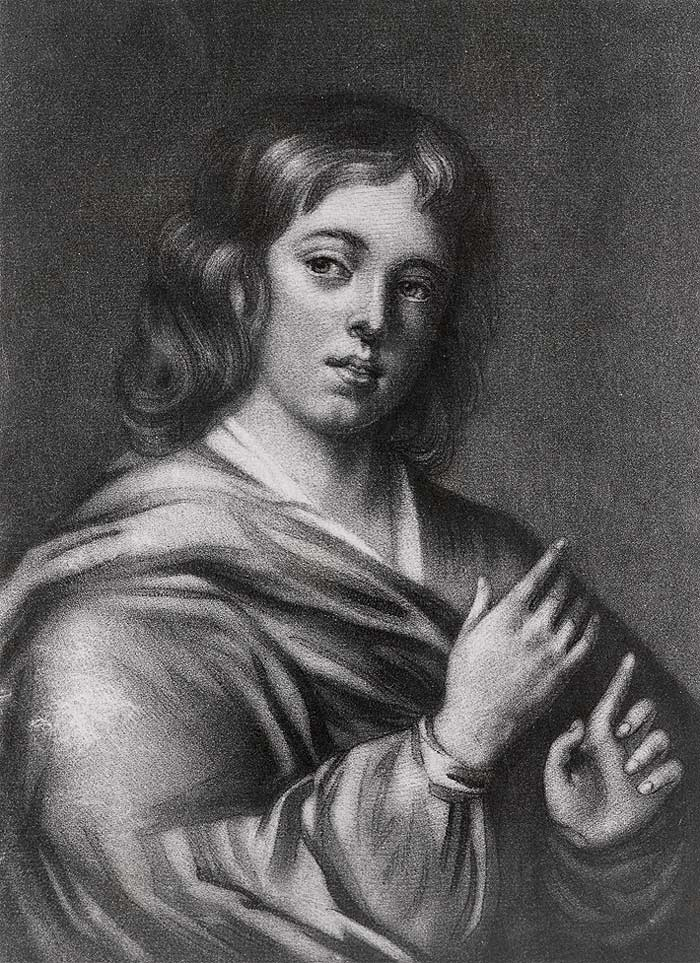
最後の少年俳優エドワード・キナストン。女性役を声変わり前の少年が女装して演じるというイギリス・ルネサンス演劇の伝統は王政復古期には失われた。

1660年の王政復古にともない劇場の活動は正式に再開したが、禁止令以前からの俳優や劇作家はほとんど残っておらず、イギリス・ルネサンス演劇の技術と伝統の大部分は失われた。女性の役も女性が演じるようになり、それまでの演劇の特色の一つであった少年俳優という職業は消えた（「最後の少年俳優」エドワード・キナストン (Edward Kynaston) と「最初の女優」マーガレット・ヒューズ (Margaret Hughes) の活動時期はいずれもこのころである）。また、かつて一般的であった公設屋外劇場もなくなって上流階級向けの高価な屋内劇場が取って代わることとなった。
国王一座 ("King's Company") という劇団が新たに設立されたが、王室がパトロンであるということ以外に（旧）国王一座とはなんら関係のないものである（チャールズ・ハートのように、旧国王一座から移籍した俳優も若干ながら残っていたが）。新しい国王一座をはじめとするこの時代の劇団が担った王政復古期の演劇は、まったく新しい基盤をもつものであった。エリザベス朝演劇やジェームズ朝演劇の作品は王政復古期にあっても主要なレパートリーであったが、多くの作品（とりわけ悲劇作品）はルイ14世時代のフランス演劇の影響を受けた新しい時代的風潮に適合したものだったのである。その代わり、多くの場面、大勢の登場人物、ごった煮の様式といったエリザベス朝時代の特色が王政復古期の喜劇の中に残存することとなった。